# Кріс Ґір
Крістофер Вільм «Кріс» Ґір (англ. Christopher William «Chris» Geere, 18 березня 1981, Кембридж) — англійський актор

## Життєпис
Кріс Ґір народився 18 березня 1981 у Кембриджі, але ріс в Вінчестері Гемпшир, де його родина мешкає й донині. Гір встиг також побувати разом зі своєю родиною у Америці та Гонконзі. 
Спочатку Кріса цікавило мистецтво, і він мріяв стати художником, до тих пір, поки викладач драмгуртка не запропонував йому зіграти в шкільному спектаклі «Сон в літню ніч». Тоді Кріс Ґір зрозумів, що помилявся у виборі професії. Ґір отримав місце у Школі Гілдфорд, випередивши близько трьох тисяч претендентів.

## Кар'єра
Деякий час після закінчення школи Кріс Ґір заявляв про себе, як актор епізодичних ролей: він часто з'являвся на британському телебаченні, зокрема в серіалі «Ватерлоо-роуд». Дебютом в кіно для молодого актора стала невелика роль у відомому серіалі «Суто англійські вбивства». Популярність же прийшла до Ґіра після ролей у детективному серіалі «Смерть в раю» і військовому мінісеріалі «Брати по зброї», в якому також знялися Даміан Льюїс, Донні Волберг, Рон Лівіґстон та інші відомі актори. Однією з найбільш вдалих ролей Кріса Ґіра вважаються роботи у фантастичному фільмі «Після нашої ери» та у серіалі «Ти — найгірший». В останньому Кріс зіграв соціопата, який закохується в таку ж, як і він, абсолютно неординарну дівчину. Його партнеркою по серіалу стала Ая Кеш.

## Особисте життя
Кріс Ґір одружився зі співачкою та піаністкою Дженніфер Соден у 2010 році їх син, Фреді, народився в 2012 році.

## Фільмографія
| Рік  |   | Українська назва            | Оригінальна назва                       | Роль                                            |
| ---- | - | --------------------------- | --------------------------------------- | ----------------------------------------------- |
| 2015 | ф | Пробудження                 | Urge                                    | Вік                                             |
| 2014 | ф | Останній сеанс              | The Last Showing                        | Джиммі                                          |
| 2014 | с | Ти — найгірший              | You`re the Worst                        | Джиммі Шіве-Оверлі                              |
| 2014 | ф | Смерть у раю                | Death in Paradise                       | Макс                                            |
| 2014 | с | У меншості                  | Outnumbered                             | Томмі                                           |
| 2013 | ф | Після нашої ери             | After Earth                             | Гаспер Навігатор (англ. Hesper Navigator)       |
| 2013 | с | Затроленний                 | Trollied                                | Річард                                          |
| 2013 | с | Спа                         | The Spa                                 | Болек Ґлодзінський (англ. Bolek Glodwisky)      |
| 2012 | ф | Чиста шкіра                 | Cleanskin                               | Нік                                             |
| 2012 | с | Лікарі                      | Doctors                                 | Том Малоне (англ. Tom Malone)                   |
| 2012 | с | Маленькі крекери            | Little Crackers                         | Ґаррі                                           |
| 2011 | с | Вулиця Ватерлоо             | Waterloo Road                           | Мет Вілдінґ (англ. Matt Wilding)                |
| 2010 | с | Піт проти життя             | Pete Versus Life                        | Курт                                            |
| 2010 | ф | Принц і я 4                 | The Prince & Me: The Elephant Adventure | Король Едвард                                   |
| 2010 | с | Зниклі                      | Missing                                 | Лі Бекет (англ. Lee Beckett)                    |
| 2010 | с | Голбі Сіті                  | Holby City                              | Патрік                                          |
| 2010 | с | Голліокс                    | Hollyoaks                               | Дейл Ґрір                                       |
| 2008 | с | Іст-Енд                     | EastEnders                              | Антон (англ. Anton)                             |
| 2008 | с |                             | Lawnchairs & Grappling Hooks            | Саймон (англ. Simon) епізод                     |
| 2008 | ф | Принц і я 3: Медовий місяць | The Prince & Me 3: A Royal Honeymoon    | Король Едвард                                   |
| 2007 | ф | Кров і шоколад              | Blood and Chocolate                     | Ульф                                            |
| 2007 | с | Вулиця Ватерлоо             | Waterloo Road                           | Мет Вілдінґ (англ. Matt Wilding)                |
| 2006 | с | Бомба                       | Bombshell                               | Ґуннар Дін МакҐовен (англ. Gunner Dean McGowan) |
| 2005 | с | Сімейна справа              | Family Affairs                          | Джоель Добсон (англ. Joel Dobson)               |
| 2004 | с | Суто англійські вбивства    | The Bill                                | Майкл Спаркс (англ. Michael Sparks)             |
| 2003 | ф | Відновлення                 | Reversals                               | студент                                         |
| 2003 | с | Довіра                      | Trust                                   | Енді Бойд (англ. Andy Boyd)                     |
| 2003 | с | Шукачі пригод               | Adventure Inc.                          | Бен (англ. Ben)                                 |
| 2003 | с | Катастрофа                  | Casualty                                | Лонґфелло (англ. Longfellow)                    |
| 2003 | с | Даніелла Кебл: Свідок       | Danielle Cable: Eyewitness              | Джош Гарман (англ. Josh Harman)                 |
| 2003 | ф | Дивовижна забудькуватість   | Wondrous Oblivion                       | (англ. Mrs. Wilson's grandson)                  |
| 2002 | с | TLC                         | TLC                                     | студент-медик                                   |
| 2001 | ф | Брати по зброї              | Band of Brothers                        | німецький солдат (англ. German Soldier)         |